# Игнатенко, Аргира Валериановна
Арги́ра Валериа́новна Игнатенко (урожд. Синицына) (23 декабря 1927, Чусовой, Уральская область — 1 мая 2012, Екатеринбург) — советский и российский правовед, специалист по истории государства и права Древнего Рима, доктор юридических наук, кандидат исторических наук, почётный работник высшего профессионального образования Российской Федерации (1996).

## Биография
Родилась 23 декабря 1927 года в г. Чусовой Уральской области в семье работников завода Валериана Михайловича и Юлии Геннадьевны Синицыных.
Выпускница исторического факультета МГУ имени Ломоносова (1950). В марте 1955 года под руководством профессора С. Л. Утченко подготовила и защитила кандидатскую диссертацию «Изменение социального состава и политической роли римской армии в конце II — начале I вв. до н. э.».
После защиты кандидатской диссертации работала в Хабаровском педагогическом институте. В 1961—1963 гг. — доцент кафедры истории историко-филологического факультета Свердловского педагогического института.
С 1963 г. — доцент кафедры истории государства и права Свердловского юридического института, с 1984 года — профессор. Доктор юридических наук с диссертацией об армии в государственном механизме рабовладельческого Рима (1982).
В 2001 г. награждена медалью ордена «За заслуги перед Отечеством» II степени.
Скончалась 1 мая 2012 года в Екатеринбурге. Похоронена на Широкореченском кладбище.
Муж — правовед Г. В. Игнатенко (1926—2012); сын Владимир.

## Работы
Аргира Игнатенко является автором и соавтором более 60 научных публикаций, включая несколько монографий и учебных пособий; она специализируется, в основном, на проблемах римского права. Изучала роль римских силовых структур (легионов, императорской гвардии) в государственном механизме и политической жизни государства:
- Армия в государственном механизме рабовладельческого Рима эпохи Республики. — Свердловск, 1976;
- Древний Рим: от военной демократии к военной диктатуре. — Свердловск, 1988;
- История Римского государства и права. — Екатеринбург, 1998;
- История государства и права зарубежных стран. Сборник документов и задач. Ч.I и II. — Екатеринбург, 1999;
- Основы римского частного права. — Екатеринбург, 2001.
- Избранное / А. В. Игнатенко. — М.: Норма, 2013. — 462 с. — ISBN 978-5-91768-377-5